# スポーツワン
株式会社スポーツワン（英: SPORTSONE co.,ltd.）は、神奈川県横浜市に本社を置き、アマチュアが参加するスポーツイベントの主催・運営、スポーツ施設の企画・運営をしている日本の企業。
スポーツワンという名称でDoSportsのポータルサイトを運営しており、スポーツ大会・スポーツスクール・スポーツ施設の予約・エントリーができる。
扱っている種目にはマラソン、駅伝、運動会、フットサル、サッカー、バスケットボール、ウォーキング、ゴルフ、テニスなどがある。
過去に運営している代表的なイベントとして、バブルラン、ウォーリーラン、企業対抗駅伝、チョコを愛する人のラン「Choco-Run」、ジャカルタマラソン2012、13,000人が参加したフットサル全国大会「OXY CUP」、社会人フットサル大会「SURUGA BANK CUP」などがある。

## 沿革
- 1999年8月 - 前身フットサルリーグ「フットワンリーグ」開始
- 2001年7月 - 東京都渋谷区に有限会社ブーメディア・エンターテイメント設立
- 2002年2月 - フットサル・サッカー大会事業開始
- 2003年8月 - フットサルスクール事業開始
- 2004年10月 - サッカー・フットサル情報サイトを開設
- 2005年
  - 11月 - フットサル施設「YMCAフットサルクラブ　フットワン東陽町」オープン
  - 12月 - フットサル・サッカー大会を年間550大会開催
- 2006年
  - 1月 - バスケットボールの総合サイトを開設。バスケットボール大会フープワン事業開始
  - 3月 - 日本初の30歳以上の初心者フットサルスクール開始
  - 5月 - フットサルと就職セミナーを組み合わせた日本初の就活イベント「蹴活フットサル合同セミナー」を企画・主催
  - 6月 - 横浜国際総合競技場（日産スタジアム）にて、フリースタイルリフティング大会『日産スタジアムpresents FREESTYLE OneMake』企画・運営
  - 7月 - フットサル施設「フットサルクラブ　シンドバット座間」オープン（企画・運営コンサルティング）
  - 8月 - 東京都世田谷区に駒沢支社設立。イタリア・セリエAのフットサルチームA.S.D ROMA vs 東京選抜チームの親善試合大会（NO BORDER FUTSAL CUP 2006）運営・後援。
  - 9月 - 少年サッカースクール事業開始
- 2007年
  - 2月 - サッカー・フットサルショップ「フットワンストア」オープン
  - 4月 - 株式会社スポーツワンに商号を変更。業務拡大により増資、東京都世田谷区に本社を移転
  - 7月 - すかいらーくグループプレゼンツ「お台場ザ・冒険王2007」フットサル大会を企画・運営
- 2008年10月 - OXY特別協賛、13,000人が参加する日本最大規模のフットサル大会「OXYCUP FUTSAL TOURNAMENT」を開催、スポーツ選手キャスティング・マネジメント事業開始
- 2009年
  - 8月 - スポーツ大会情報ポータルサイト「スポーツワン」オープン
  - 10月 - 日本最大の社会人限定フットサル大会「SURUGA　bank CUP FUTSAL FESTA」（スルガ銀行特別協賛・スポーツワン主催運営）
  - 11月 - 大阪支社設立
- 2010年
  - 3月 - スポーツ保険「スポーツ応援団」販売開始
  - 6月 - 第1回企業対抗駅伝大会を開催
  - 7月 - スポーツ保険募集サイト「スポーツ保険ドットコム」を開設
  - 8月 - すみだウォークinすみだストリートジャズフェスティバルを開催
  - 9月 - フットサル・サッカー施設検索・予約サイトを開設
- 2011年
  - 1月 - 全国下水道局駅伝大会運営
  - 4月 - 東京スタジアム（味の素スタジアム）のスポンサーとなり、スタジアム内に看板を掲出
  - 5月 - 第2回企業対抗駅伝を開催
  - 9月 - 第1回NumberDo駅伝を運営
- 2012年
  - 9月 - インドネシア・ジャカルタにて、同国初の国際マラソン「ジャカルタマラソン2012」を主催・運営
  - 10月 - 第2回NumberDo駅伝運営
  - 12月 - 参加型スポーツイベントを年間3000大会開催。参加型スポーツイベントでは日本No.1の開催数を開催。
- 2013年
  - 1月 - 日本初となるチョコを愛する人のRun「Choco-Run 2013」主催・運営
  - 2月 - 第27回全国下水道職員健康駅伝大会　運営
  - 7月 - 企業対抗バスケットボール大会開催
  - 9月 - 企業対抗フットサル大会開催
- 2014年
  - 8月 - コミュニティサービス「CLUBY」をリリース
  - 9月 - すべてのブランドを「スポーツワン」に統一し、ブランドコンセプト・ロゴをリニューアル
- 2015年
  - 4月 - プライバシーマークを取得。
  - 5月 - 泡まみれになって走るランイベント「バブルラン2015」日本初開催
  - 9月 - 「ウォーリーラン2015」日本初開催
  - 11月 - 業務拡大により本社オフィスを三軒茶屋のキャロットタワーに移転、「企業対抗運動会2015」開催
  - 12月 - スポーツイベントに簡単に申し込めるアプリ「スポーツワン」リリース
- 2016年
  - 5月 -『ウォーリーをさがせ!』のランイベント「ウォーリーラン」開催
  - 8月 - ストレス軽減プログラム「PEP」 リリース
- 2017年9月 - 業務拡大により本社オフィスを横浜市都筑区に移転、世界初のドラゴンボールのランイベント「ドラゴンボールラン」開催
- 2018年
  - 3月 - スポーツを活用した実践体験型研修プログラム「Team One」リリース
  - 6月 - 「体力測定システム」リリース
- 2019年
  - 2月 - 健康経営優良法人2019認定
  - 3月 - 日本初のLGBT支援のランイベント「東京レインボーマラソン」開催
  - 10月 - 日本初のロケット産業支援「ロケットマラソン」開催
  - 11月 - 「オンラインイベント2.0」「体力測定2.0」「オンラインマラソン・オンライン駅伝」「オンラインeスポーツ」リリース
- 2021年4月 - ランニングアプリ「らんすけ」リリース